# Defy
Defy es el quinto álbum de estudio de la banda estadounidense Of Mice & Men. Fue lanzado el 19 de enero de 2018 a través de Rise Records. El álbum fue producido por Howard Benson y es el seguimiento del cuarto álbum del grupo, Cold World (2016). 
Este es el primer álbum en presentar a Aaron Pauley como el único vocalista principal después de la salida de Austin Carlile, quien dejó la banda a fines de 2016 debido a problemas de salud.

## Lista de canciones
| N.º | Título                        | Duración |  |
| 1.  | «Defy»                        | 3:41     |  |
| 2.  | «Instincts»                   | 4:20     |  |
| 3.  | «Back to Me»                  | 3:18     |  |
| 4.  | «Sunflower»                   | 3:40     |  |
| 5.  | «Unbreakable»                 | 4:09     |  |
| 6.  | «Vertigo»                     | 4:14     |  |
| 7.  | «Money» (cover de Pink Floyd) | 3:55     |  |
| 8.  | «How Will You Live»           | 3:41     |  |
| 9.  | «On the Inside»               | 3:14     |  |
| 10. | «Warzone»                     | 3:13     |  |
| 11. | «Forever YDG'n»               | 3:55     |  |
| 12. | «If We Were Ghosts»           | 4:12     |  |

## Posicionamiento en lista
| Chart (2018)                          | Peak position |
| ------------------------------------- | ------------- |
| Australia (ARIA)                      | 29            |
| Austria (Ö3 Austria)                  | 44            |
| Bélgica (Ultratop flamenca)           | 98            |
| Canadá (Billboard Canadian Albums)    | 74            |
| Alemania (Media Control Charts)       | 58            |
| New Zealand Heatseeker Albums (RMNZ)  | 7             |
| Escocia (Scottish Albums Chart)       | 47            |
| Suiza (Schweizer Hitparade)           | 42            |
| Reino Unido (UK Albums Chart)         | 51            |
| Estados Unidos (Billboard 200)        | 48            |
| Estados Unidos (Top Hard Rock Albums) | 3             |
| Estados Unidos (Top Rock Albums)      | 7             |

## Personal
- Aaron Pauley: Voz Principal y Bajo
- Phil Manansala: Guitarra Líder y Coros
- Alan Ashby: Guitarra Rítmica y Coros
- Valentino Arteaga: Batería